# Glebionidinae
Glebionidinae j podtribus glavočika smješten u tribus Anthemideae. Priznato je šest rodova.

## Rodovi
1. Argyranthemum Webb ex Sch.Bip. (24 spp.)
2. Endopappus Sch. Bip. (1 sp.)
3. Glebionis Spach  (3 spp.)
4. Heteranthemis Schott  (1 sp.)
5. Nivellea B. H. Wilcox, K. Bremer & Humphries (1 sp.)
6. Otoglyphis Pomel (2 spp.)